# Холодилин, Александр Николаевич
Александр Николаевич Холодилин (11 мая 1921, Петроград — 1993) — советский учёный в области качки корабля, доктор технических наук, профессор, историк науки и техники.

## Биография
Родился в Петрограде в 1921 году. Был призван в армию в октябре 1939 года. Участник Великой Отечественной войны. Воевал в составе 84-й отдельной зенитной артиллерийской бригады ПВО.

Ст. сержант Холодилин командует приборным отделением с 1939 г. За период командования им подготовлены семь приборных отделений. С его непосредственным участием батарея сбила 3 вражеских самолёта… За самоотверженную работу достоин награждения медалью «За боевые заслуги».
— Из наградного листа
После окончания войны поступил в Ленинградский кораблестроительный институт. В октябре 1947 года на первой конференции участников студенческих научных кружков было провозглашено создание студенческого научно-технического общества (СНО). Александр Холодилин занял должность заместителя председателя СНО.
В 1962-63 годах был назначен деканом кораблестроительного факультета.
В 1970 году удостоен звания профессора.
В 1972-74 годах заведовал кафедрой теории корабля.
В 1970-е годы являлся сотрудником департамента научных исследований и высшего образования Секретариата ЮНЕСКО.
Защитил докторскую диссертацию. Автор нескольких технических и научно-исторических книг. Внёс значительный вклад в отечественную военно-историческую литературу. Автор книги по истории кораблестроения и истории Ленинградского кораблестроительного института.
Скончался в 1993 году.

## Научные достижения
- Александр Николаевич Холодилин специализировался в области качки корабля. Внёс значительный вклад в развитие теории и практики в области успокоения качки[8][9].
- По инициативе профессора А. Н. Холодилина в 1985—1986 годах проведено экспериментальное изучение тихоокеанских проектных новаций в мореходном опытовом бассейне кафедры теории корабля Ленинградского кораблестроительного института. Важной целью проектных поисков представлялась задача минимизации внешнего силового воздействия крупных морских волн на корпус корабля в различных режимах плавания на интенсивном волнении, а главным результатом стало экспериментальное обнаружение возможности гидродинамической компенсации штормовых кренящих и дифферентующих сил[10].
- А. Н. Холодилин инициировал и провёл важнейший цикл морских изысканий в области технико-исторического анализа штормовых мореходных качеств наиболее известных кораблей и судов, построенных до начала XX века. Исследования, проведённые профессором Холодилиным, позволили выявить эволюционные процессы в истории кораблестроения, связанные с развитием морского инженерного дела и расширением географии океанского мореплавания, которые впоследствии помогли создать особый аналитический базис для всех новых проектно-технических изысканий в области штормовой мореходности перспективных кораблей и судов[10].
- Результаты исследований штормовой мореходности корабля, реализованные в Ленинградском кораблестроительном институте в середине 80-х годов под руководством профессора Холодилина, были использованы в США для проектирования корабля повышенной штормовой мореходности класса DD(X)[10].

## Награды и премии
- Орден Отечественной войны II степени
- Орден Трудового Красного Знамени
- Медаль «За оборону Ленинграда»
- Медаль «За победу над Германией в Великой Отечественной войне 1941—1945 гг.»
- Медаль «За боевые заслуги»
- Медаль «Пётр Великий»[11]
- «Заслуженный деятель науки и техники Российской Федерации» (6 апреля 1992) - за заслуги в научно-педагогической деятельности

## Публикации
- Александр Холодилин. Качка корабля. — Л.: Судостроение, 1969.
- Холодилин А. Н. Стабилизация судна на волнении. — Л.: Судостроение, 1973.
- Холодилин, Александр Николаевич. Мореходность и стабилизация судов на волнении : Справочник / А. Н. Холодилин, А. Н. Шмырев. — Ленинград : Судостроение, 1976.
- Благовещенский С. Н., Холодилин А. Н. Справочник по статике и динамике корабля. Ленинград : Судостроение , 1976
- А. Н. Холодилин. Ленинградский кораблестроительный факультет-институт-университет. СПб.: Судостроение, 1992 год.
- Александр Николаевич Холодилин. Владимир Вениаминович Семенов-Тян-Шанский. Ученый-кораблестроитель (1899—1973). СПб.: Наука. Научно-биографическая литература, 1991 год. ISBN 5-02-024628-X
- Александр Николаевич Холодилин. Семён Прокофьевич Власов. Химик-самоучка (1789—1821). Л.: Наука, Научно-биографическая литература, 1988 год.
- Холодилин, Александр Николаевич. Пётр Великий — кораблестроитель. Издательство Элмор, 1998 год.
- Холодилин А. Н. Развитие кораблестроительного образования. СПб., 1993
- Холодилин А. Некоторые вопросы развития теории корабля в XVII ‐ XVIII вв. // Судостроение.‐ 1989.‐ № 3